# Diecezja New Ulm

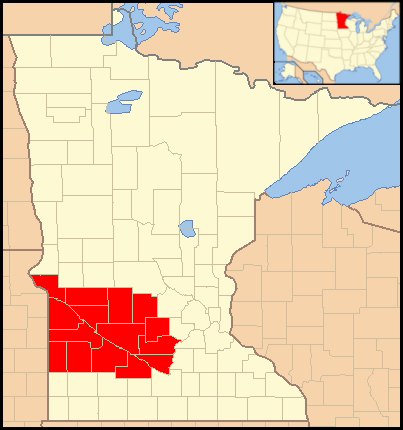
Diecezja na mapie Minnesoty

Diecezja New Ulm (łac. Dioecesis Novae Ulmae; ang. Diocese of New Ulm) – jedna z 194 diecezji obrządku łacińskiego w Kościele katolickim w Stanach Zjednoczonych w południowej części stanu Minnesota ze stolicą w New Ulm. Ustanowiona diecezją 18 listopada 1957 bullą papieską przez Piusa XII. Biskupstwo jest sufraganią archidiecezji Saint Paul i Minneapolis.

## Historia
Diecezję New Ulm erygował 18 listopada 1957 bullą papieską Pius XII. Diecezję wyodrębniono z terenów które do tej wchodziły w skład archidiecezji Saint Paul (od 1966 archidiecezji Saint Paul i Minneapolis).

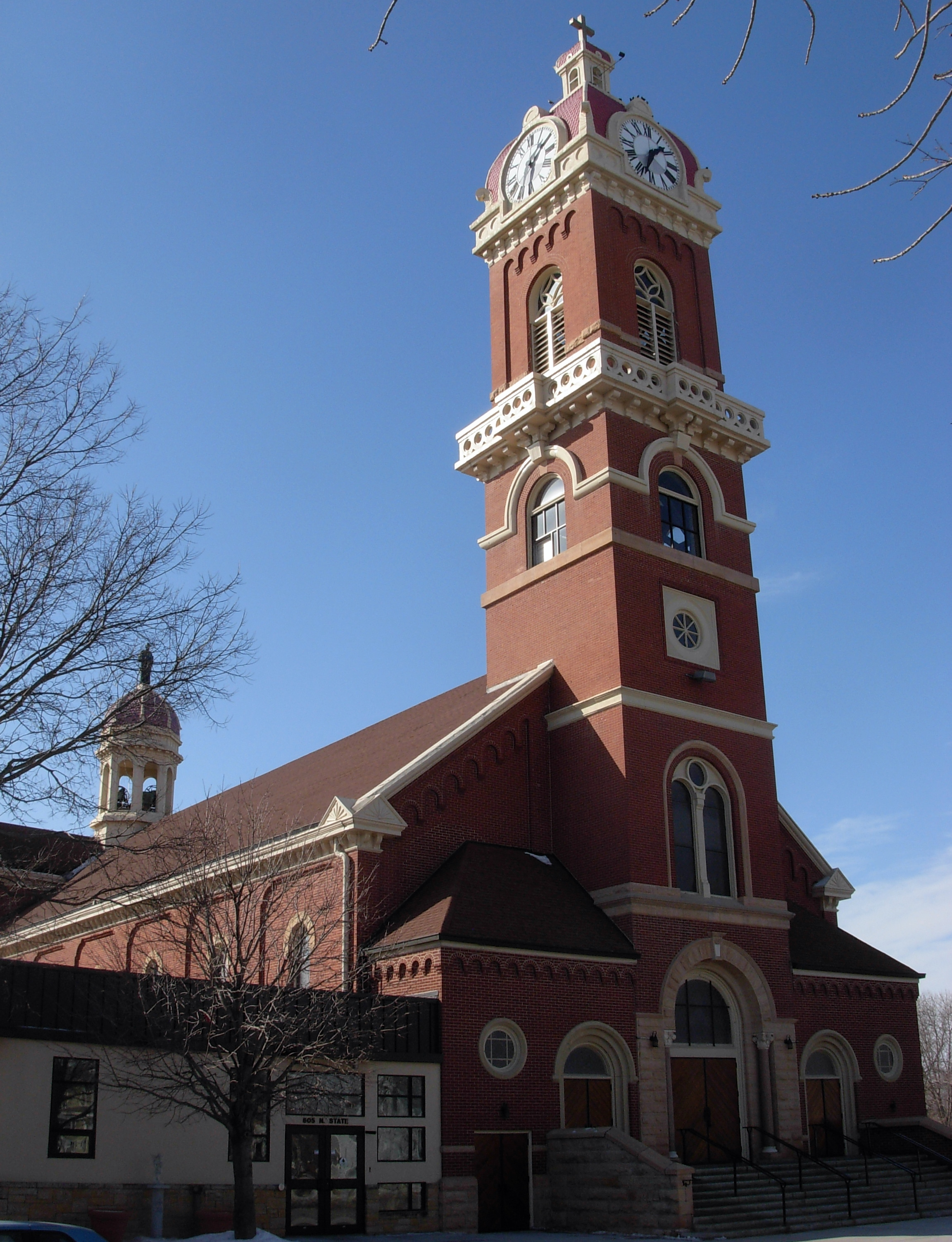
Katedra diecezjalna Trójcy Świętej

## Biskupi
- Biskup diecezjalny: Chad William Zielinski (od 2022)
- Biskup senior: bp John LeVoir (od 2020)